# Sonata per pianoforte n. 2 (Balakirev)
La Sonata per pianoforte n. 2, in si bemolle minore, fu composta da Milij Alekseevič Balakirev tra il 1900 ed il 1905. È probabilmente il più importante lavoro per pianoforte di Balakirev dopo Islamej.  

## Struttura della composizione
Il pezzo è articolato in quattro movimenti ed ha una durata media di circa 34 minuti. Il primo movimento replica la polifonia dei cori popolari russi. Il secondo movimento è una replica della sua Mazurka n. 5, quasi senza cambiamenti. Il terzo movimento è un intermezzo molto lirico, mentre l'ultimo ha come primo soggetto un trepak, una danza popolare russa. 